# 19. poprawka do Konstytucji Stanów Zjednoczonych
     Całkowite
     Tylko wybory prezydenckie
     Tylko prawybory
     Tylko wybory do rady miasta
     Wybory w kwestii władz szkolnych lub referenda dotyczące podatków
     Wybory do rady miasta, ale tylko niektórych miastach
     Prawybory, ale tylko w niektórych miastach
     Brak

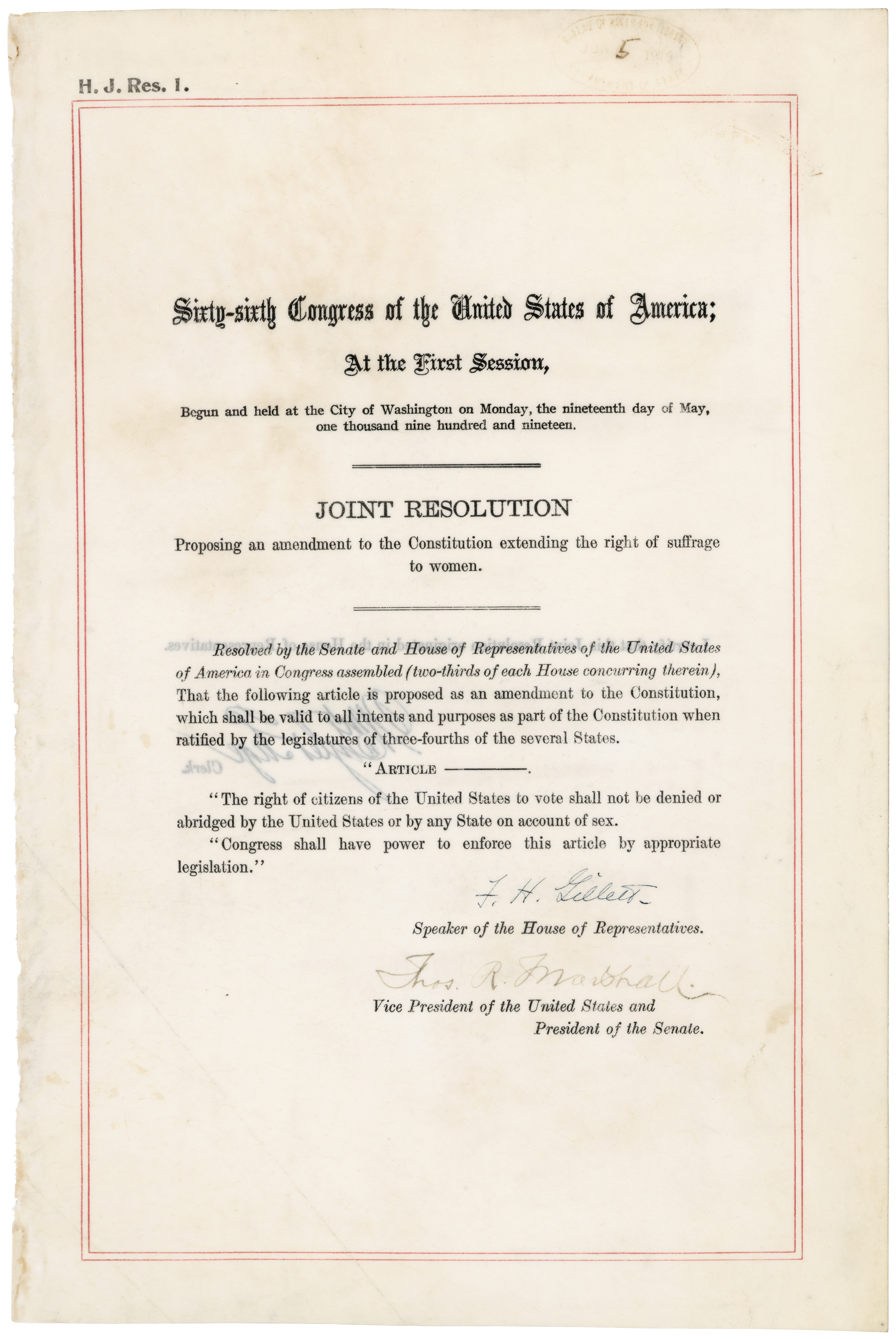
Zdjęcie oryginalnego dokumentu

Prawa wyborcze kobiet w poszczególnych stanach w przededniu wejścia w życie Poprawki
Całkowite
Tylko wybory prezydenckie
Tylko prawybory
Tylko wybory do rady miasta
Wybory w kwestii władz szkolnych lub referenda dotyczące podatków
Wybory do rady miasta, ale tylko niektórych miastach
Prawybory, ale tylko w niektórych miastach
Brak

19. poprawka do Konstytucji Stanów Zjednoczonych – poprawka do Konstytucji Stanów Zjednoczonych, przyznająca prawa wyborcze kobietom. Poprawka weszła w życie 18 sierpnia 1920 roku.

## Treść
The right of citizens of the United States to vote shall not be denied or abridged by the United States or by any State on account of sex. Congress shall have power to enforce this article by appropriate legislation

co można tłumaczyć jako:

Obywatele Stanów Zjednoczonych nie mogą być pozbawieni prawa wyborczego ani też prawo to nie może być ograniczone przez Stany Zjednoczone, ani przez żaden stan z powodu płci. Kongres będzie miał prawo wprowadzenia tego artykułu w życie drogą właściwego ustawodawstwa.

## Tło historyczne
- W przededniu wejścia w życie Poprawki, kobiety miały pełne prawo wyborcze na Zachodnim Wybrzeżu i w kilku stanach centralnych. Na Wschodnim Wybrzeżu tylko w stanie Nowy Jork i Michigan. W pozostałych mogły brać udział tylko w jednym lub kilku rodzajach głosowań. Na wspomnianym Wschodnim Wybrzeżu dominowały stany, gdzie kobiety były całkowicie pozbawione wszelkich praw wyborczych. Szczegóły obrazuje ilustracja obok.
- Pierwszym miejscem w USA, gdzie kobiety uzyskały prawa wyborcze, było mało zaludnione Terytorium Wyoming w 1869 roku. Było to zorganizowane terytorium, które w 1890 r. zostało przeobrażone w pełnoprawny stan Wyoming. Tam w 1925 r. Nellie Tayloe Ross została pierwszą USA gubernatorką stanową.